# Hadena galactina
Hadena galactina là một loài bướm đêm trong họ Noctuidae.